# علم هامشي

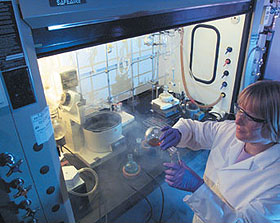

العلم الهامشي هو بحثٌ في مجال معين لدراسة ما، يحيد بشكل كبير عن نظريات الاتجاه السائد في هذا المجال، ويعتبره الاتجاه السائد موضع شك.
قد يكون العلم الهامشي إمّا تطبيقًا مشكوكًا فيه لنهج علمي في مجال دراسة معين، وإما نهجًا ذا اعتبار علمي مشكوك فيه على نطاق واسع.
تشمل ميزات العلم الهامشي بالنسبة لعلماء الاتجاه السائد أنها تأملية بشكل كبير، وتعتمد على أُسس جرى تفنيدها. في الغالب، يُطوِّر أشخاص لا يتمتعون بخلفية علمية أكاديمية تقليدية نظريات العلم الهامشي، أو باحثون من خارج مجال الاتجاه السائد. يجد عامة الناس صعوبة في التمييز بين العلم ومقلديه، وفي بعض الحالات «التوق للتصديق أو لتعميم شكوك الخبراء هو حافز قوي جدًا لقبول الادعاءات العلمية الزائفة».
يغطي مصطلح «العلم الهامشي» كل شيء بدءًا من الفرضيات الجديدة التي يمكن اختبارها من خلال وسائل الطريقة العلمية إلى الفرضيات المخصصة الجامحة والمامبو جامبو. نتج عن هذا ميلٌ لرفض كل العلوم الهامشية إذ اعتبرت بمثابة مجال للعلماء الزائفين والهواة والمهووسين.
تتضمن المصطلحات الأخرى لأنواع علومٍ مثيرة للشك علم الباثولوجي، والعلم الشعوذي، وعلم عباد الحمولة. يُستخدم مصطلح العلم التافه لانتقاد البحث الذي يبدو مريبًا أو احتياليًا، وهو على النقيض من «العلم المتين».
قد يصبح المبدأ الذي كان المجتمع العلمي السائد قد قبله مسبقًا علمًا هامشيًا؛ وذلك بسبب التقييم الأخير للبحوث السابقة. على سبيل المثال، نظرية العدوى البؤرية، التي تقول إنّ العدوى البؤرية في لوزتي الحلق أو الأسنان تشكّل السبب الرئيسي لمرض جهازي، وقد اعتُبرت هذه النظرية ذات مرة حقيقة طبية. وبعدها رُفضت بسبب نقص الأدلة.

## وصف
يرمز مصطلح «علم هامشي» إلى النظريات والنماذج العلمية غير القويمة. ربما يكون الأشخاص الذين ينشؤون علمًا هامشيًا قد استخدموا الطريقة العلمية في عملهم، لكن نتائجهم لم يقبلها المجتمع العلمي السائد. قد يؤيد عالمٌ يتمتع ببعض التقدير داخل مجتمع علمي أكبر العلم الهامشي، لكن ليست هذه الحال دائمًا. عادةً ما يقبل أقلية فقط بالدلائل التي يقدمها العلم الهامشي، لكن يرفضها أغلبية الخبراء.
تُعد الحدود بين العلم الهامشي والعلم الزائف موضع جدال. يوحي «العلم الهامشي» بأنّ الفكرة منطقية، لكن من غير المحتمل أن تنتج عنها نتائج جيدة لعدة أسباب، تتضمن الأدلة غير المكتملة أو المتناقضة. إنّ العلم الزائف عبارة عن شيء غير علمي، لكنه يوَصَّف بشكل خاطئ على أنه علم.
ربما اعتُبر المصطلح أحيانًا ازدراءً. على سبيل المثال، كتب لايل دي. هنري جونيور: «العلم الهامشي عبارة عن مصطلح يشير إلى الجنون». ربما استوحيَ هذا التوصيف من السلوك الغريب للعديد من الباحثين من النوع الذي يُعرف بالعامية (وبسابقة تاريخية مهمة) بالعلماء المجانين.

على الرغم من رفض معظم العلوم الهامشية، فقد بدأ المجتمع العلمي بقبول بعض الأجزاء منه. والمثال على ذلك الصفائح التكتونية، إذ جاء أصل فكرتها من العلم الهامشي لنظرية الانجراف القاري، ورُفض لمدة عدة عقود. 
إنّ الخلط بين العلم والعلم الزائف، وبين الخطأ العلمي الصادق والاكتشاف العلمي الحقيقي ليس جديدًا، ويُعتبر سمة دائمة في المشهد العلمي... ويُمكن أن تقبل العلوم الجديدة بشكل بطيء.